# Orthacanthacris
Genre
Orthacanthacris est un genre d'orthoptères caelifères  de la famille des Acrididae et de la sous-famille des Cyrtacanthacridinae ou "criquets voyageurs".

## Liste des espèces

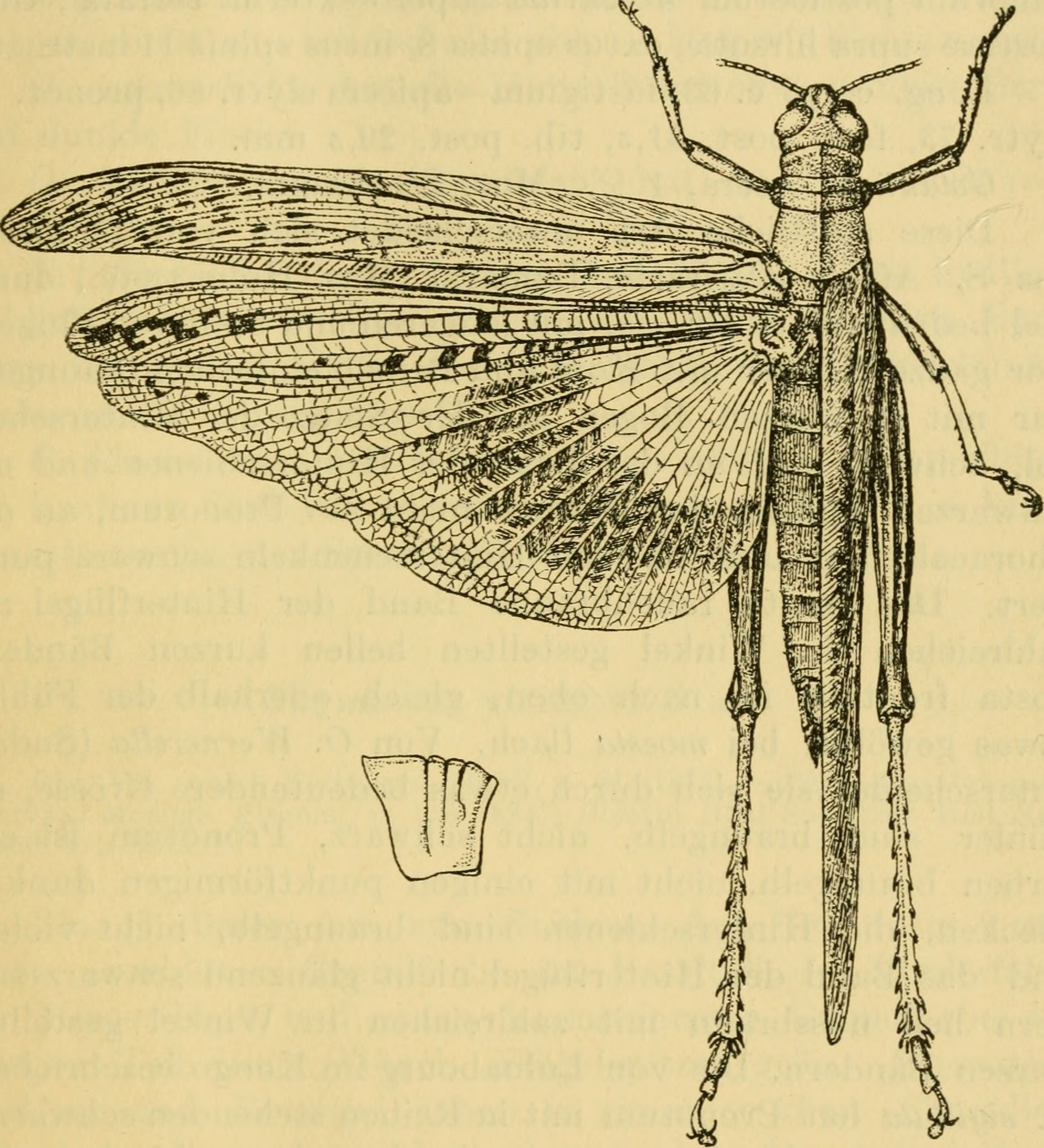

Selon Orthoptera Species File (28 mai 2021) :
- Orthacanthacris bimaculatua Willemse, 1922
- Orthacanthacris humilicrus Karsch, 1896
- †Orthacanthacris incertus Piton, 1940
- †Orthacanthacris lineata Théobald, 1937
- †Orthacanthacris rhenana Théobald, 1937